# La strada
La strada – włoski czarno-biały film drogi z 1954 roku w reżyserii Federico Felliniego. W rolach głównych wystąpili Anthony Quinn i żona reżysera, Giulietta Masina.

## Fabuła
Para głównych bohaterów to wrażliwa i lekko upośledzona umysłowo dziewczyna Gelsomina, podróżująca z prymitywnym i brutalnym cyrkowym siłaczem Zampanò, dającym przedstawienia w różnych miasteczkach. Mimo doznawanych od niego upokorzeń Gelsomina darzy go uczuciem. Jest jednak mało pomocna w pracy, zamknięta we własnym świecie. Zampanò porzuca ją.
Po latach, usłyszawszy jej ulubioną melodię (którą nuci kobieta, kojarząca Gelsominę i mówiąca, że tamta zmarła jakiś czas temu), Zampanò uświadomi sobie, że także ją kochał. W finalnej scenie kamera, zwrócona w dół, ukazuje go płaczącego nocą nad brzegiem morza.

## Obsada
- Giulietta Masina – Gelsomina Di Costanzo
- Anthony Quinn – Zampanò
- Arnoldo Foà – Zampanò (głos)
- Richard Basehart – linoskoczek Szalony
- Stefano Sibaldi – linoskoczek Szalony (głos)
- Aldo Silvani – pan Giraffa
- Cesare Polacco – pan Giraffa (głos)
- Marcella Rovere – wdowa
- Livia Venturini – siostra zakonna
- Mario Passante – kelner
- Alfredo Censi – kelner (głos)
- Anna Primula – matka Gelsominy
- Franca Dominici – matka Gelsominy (głos)
- Pietro Ceccarelli – gospodarz
- Nino Bonanni – gospodarz (głos)
- Nazzareno Zamperla – Neno
- Giovanna Galli – prostytutka w tawernie
- Yami Kamedeva – prostytutka

## Analiza krytyczna

### Tytuł
Wyrazy tytułowe (rodzajnik z rzeczownikiem) znaczą po włosku „droga, wędrówka”. Tytuł w kontekście akcji filmu ma sens kolokwialnego wyrażenia przyimkowego lub imiesłowu: Na drodze lub Wędrując (co w pełni oddałby zwrot „la strada facendo”). W polskich kinach i telewizji film wyświetlany był pod oryginalnym tytułem, którego nie tłumaczono też w polskich pracach krytycznych.
Melodyjnie brzmiący tytuł włoski w wielu krajach nie był tłumaczony w toku dystrybucji kinowej, także w pracach filmoznawczych. We Francji (jak w Polsce) funkcjonuje wersja oryginalna tytułu, zamiast przekładu. W Niemczech stosuje się obocznie tytuł oryginalny i jego zdeformowany przekład: Das Lied der Straße (który ujednoznacznia tytuł w kierunku melodramatycznym). W krajach anglosaskich tytuł tłumaczono jako The Road (Droga).

### Styl filmu i przesłanie
Fabuła osnuta jest wokół motywu drogi, a większość zdjęć zrealizowano w plenerze. Film stanowi odrealnioną, poetycką historię o uczuciach i braku umiejętności ich wyrażania, o odpowiedzialności za drugiego człowieka oraz o cierpieniu, osadzoną w realiach powojennych Włoch – ma wymiar gatunkowy paraboli o potrzebie miłości.
Wysmakowane plastycznie czarno-białe zdjęcia (zwłaszcza odrealnione pejzaże), pełna emocji muzyka zaprzyjaźnionego z Fellinim Nino Roty (lirycznym „motywem Gelsominy”) zbliżają styl filmu do realizmu magicznego, czyniąc tę historię przypowieścią, osnutą fabularnie wokół toposu wędrówki.

## Nagrody i wyróżnienia
Oprócz wyróżnień europejskich, La strada została nagrodzona w 1957 roku Oscarem dla najlepszego filmu nieanglojęzycznego.
W 1995, z okazji stulecia narodzin kina, film znalazł się na watykańskiej liście 45 filmów fabularnych, które propagują szczególne wartości religijne, moralne lub artystyczne.